# Lovie Simone

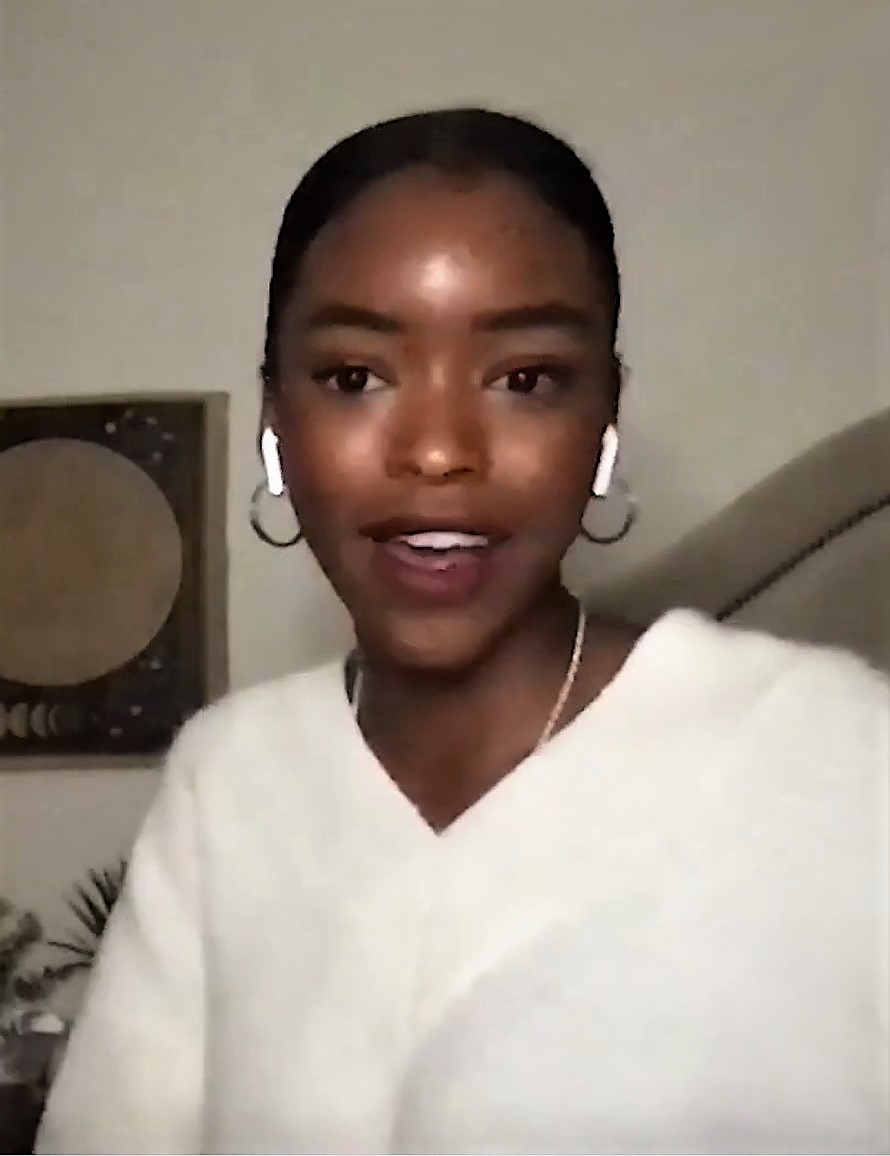
Interview mit Simone (2020)

Lovie Simone Oppong (* 29. November 1998 in New York City) ist eine US-amerikanische Schauspielerin.

## Leben
Simone wurde in New York City in der Bronx geboren und wuchs in Orange County, New York, auf. Sie besuchte die Monroe-Woodbury High School vom ersten bis zum letzten Jahr. Ihre Mutter ist Afroamerikanerin und ihr Vater ist Ghanaer. Seit 2007 war sie in einem Dutzend Film- und Fernsehproduktionen zu sehen.

## Filmografie (Auswahl)
- 2016–20: Greenleaf (Fernsehserie, 60 Episoden)
- 2017: Orange Is the New Black (Fernsehserie, Episode 5x05)
- 2017: Blue Bloods – Crime Scene New York (Blue Bloods, Fernsehserie, Episode 8x05)
- 2018: Monster! Monster? (Monster)
- 2019: Share
- 2019: Selah and the Spades[5]
- 2020: Dicktown (Fernsehserie, Episode 1x03)
- 2020: Social Distance (Fernsehserie, Episode 1x08)
- 2020: Blumhouse’s Der Hexenclub (The Craft: Legacy)[6]
- 2021: Power Book III: Raising Kanan (Fernsehserie, 10 Episoden)
- 2022: The Walk
- 2023: 57 Seconds
- 2023: The Young Wife
- 2024: Nach dem Attentat (Manhunt, Miniserie, 7 Episoden)
- 2025: Forever (Fernsehserie, 8 Episoden)